# Symphyodon scabrisetus
Symphyodon scabrisetus är en bladmossart som beskrevs av Hugh Neville Dixon 1914. Symphyodon scabrisetus ingår i släktet Symphyodon och familjen Daltoniaceae. Inga underarter finns listade i Catalogue of Life.